# Недлиц (Флеминг)
Недлиц (нем. Nedlitz) — община в Германии, в земле Саксония-Анхальт.
Входит в состав района Анхальт-Цербст. Подчиняется управлению Эльбе-Эле-Нуте. Население составляет 670 человек (на 31 декабря 2006 года). Занимает площадь 33,20 км².